# Как Василь хозяйничал
«Как Василь хозяйничал» — советский мультфильм, выпущенный в 1983 году киностудией Беларусьфильм. 
Диплом и Спецприз «За лучший мультипликат» на конкурсе «Беларусьфильма» 1983г.

## Сюжет
Мультфильм по мотивам белорусской народной сказки «Муж и жена». Это смешная история о том, как муж и жена поменялись своими обязанностями, так как были недовольны друг другом. В результате такой перемены в их хозяйстве наступил полный хаос.

## Съёмочная группа
| Режиссёр-постановщик    | Виктор Довнар                            |
| Автор сценария          | Владимир Алеников                        |
| Оператор-постановщик    | Михаил Комов                             |
| Художники-постановщики  | Татьяна Кублицкая, А. Матюшевская        |
| Художник-мультипликатор | Наталия Лось                             |
| Композитор              | Леонид Захлевный                         |
| Текст песен             | Владимир Некляев                         |
| Роли озвучивали         | Ольга Клебанович, Владимир Кин-Каминский |
| Звукооператор           | Сергей Чупров                            |
| Редактор                | Олег Белоусов                            |
| Директор                | Леонарда Зубенко                         |